# Джек Ворд
Джон Ворд (англ. John Ward ~1553 — 1622), також відомий як Джек Ворд (англ. Jack Ward), або Джек Бе́рді (англ. Jack Birdy — «Джек Пташка») або пізніше Юсуф-реїс (тур. Yusuf Raïs) — англійський капер початку XVII століття, що став ренегатом, прийняв іслам і став берберським корсаром на службі Османської імперії що діяв з Тунісу.
Образ Джека Берді частково ліг в основу для персонажа Джека Горобця із серіалу «Пірати Карибського моря».

## Біографія

### Раннє життя
Ті незначні відомості, що відомі про раннє життя Ворда, походять із брошури, що, як вважається, була написана одним з його соратників, що перебував поруч із Вордом під час його піратської кар'єри. Ворд народився приблизно в 1553 році, ймовірно, у Фейвешемі у графстві Кент на південному сході Англії. Народившись біля моря, він провів свою молодість, працюючи рибалкою. Після невдалого вторгнення іспанської Непереможної Армади в Англію в 1588 році, Ворд подався в капери і став нападати та грабувати іспанські кораблі на підставі ліцензії (каперського свідоцтва), отриманої від англійської королеви Єлизавети I. Коли англійський король Яків I після сходження на престол у 1603 році завершив війну з Іспанією і заборонив каперство, багато колишніх каперів не побажали відмовитися від звичних засобів існування і продовжували нападати як на іспанські, так і на кораблі інших націй. Але, оскільки капери більше не мали дійсних ліцензій (патентів) від держави на таку діяльність, їх стали вважати звичайними піратами, тобто злочинцями, що перебувають поза законом.
Близько 1604 року Ворд був нібито примусово залучений на королівську службу у флот і служив на борту корабля під назвою «Lyon's Whelp».

### Звернення до піратства
Згідно з описом Ендрю Баркера, що був захоплений Вордом в полон і пізніше написав книгу «Правдива та точна розповідь про початок, розвиток, кінець кар'єр та теперішній стан капітанів Ворда та Дансекера» — якось в 1605 році Ворд випивав у таверні Плімута разом із тридцятьма матросами з його корабля і. описавши їх нікчемне життя закликав їх взяти свою долю у свої руки. Ворд і його приспішники дезертували і викрали з Портсмутської гавані невеликий 25-тонний барк. Товариші Ворда обрали його капітаном, що стало одним із перших прецедентів, коли пірати самостійно обирали собі власного лідера. Вони відпливли на острів Вайт, де захопили інший корабель, «Violet», на якому, згідно з чутками, перевозились скарби католиків, що втікали від переслідувань зі сторони англікан. Хоч скарбів на захопленому кораблі не виявилось, заповзятливий Ворд використав його для захоплення значно більшого французького судна.

Після цього Ворд разом зі своїми людьми відплив в Середземне море, де зміг придбати голландське судно, озброєне тридцятьма двома гарматами, яке він перейменував у «The Gift» («Подарунок»). На цьому судні Ворд спочатку спробував знайти притулок в Алжирі, що був відомим центром берберського піратства. Проте при спробі виходу на берег кілька його людей були заарештовані через те, що Алжир лише за кілька місяців до того зазнав нападу іншого англійського капітана, Річарда Гіффарда.

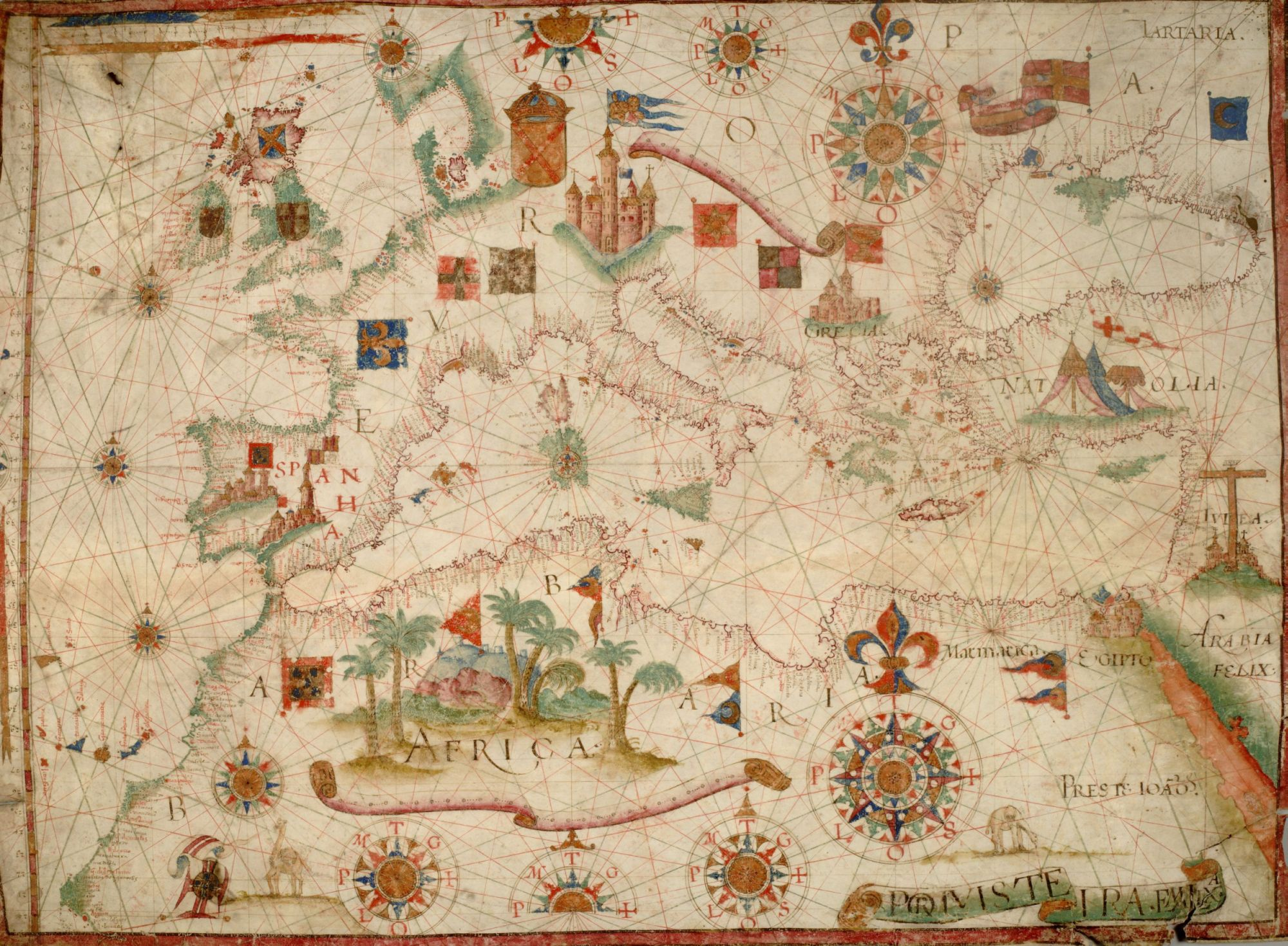
Морський портолан з зображенням берберського узбережжя Середземного моря 1600 року

Зазнавши невдачі в Алжирі, Ворд відплив до марокканського атлантичного портового міста Сале і отримавши тут гарний прийом зробив його своєю тимчасовою базою. В 1605 році в Сале до екіпажу Ворда приєдналися кілька англійських і голландських моряків, зокрема Річард Бішоп та Ентоні Джонсон.
Влітку 1606 року Ворд захопив у Гібралтарській протоці дау, яке нібито перевозило християнських рабів.
У серпні 1606 року Ворд переніс свою базу в Туніс, домовившись про співпрацю з Усман Деєм. Усман Дей, або Кара Осман Дей, в свій час був керівником яничарського корпусу в Тунісі. В 1598 році яничари скинули пашу Туніса з посади правителя і зробили Усман Дея військовим диктатором міста. Згідно з домовленістю, Ворду дозволялось використовувати Туніс в якості своєї бази, а за це Усман Дей отримував 10 % від усієї захопленої Вордом здобичі.
На початку листопада 1606 року Ворд захопив англійське торгове судно «John Baptist» під керівництвом капітана Джона Кі. Він перейменував судно в «Little John» (Джон Малюк) на честь англійського народного героя. Використовуючи Туніс в якості своєї бази, Ворду легко вдалося захопити багато кораблів кількох європейських держав. Вільям Грейвс, один з головних помічників Ворда, захопив невеликий англійський торговельний корабель «York Bonaventure», під командою капітана Ендрю Баркера. Найціннішими призами, захопленими Вордом на початку кар'єри в Тунісі, стали венеційські кораблі «Rubi» (захоплено 16 листопада 1606 р.) і «Carminati» (захоплено 28 січня 1607 р.).

### «Reniera e Soderina»
Ранньою весною 1607 року Джон Ворд спорядив захоплені кораблі Gift, Little John, Rubi і Carminati для піратства. Але на шляху до Адріатичного моря флот Ворда потрапив у сильний шторм, після якого Ворд, що перебував на борту Gift зміг знайти лише Rubi, після чого вони вдвох продовжили шлях у східне Середземномор'я. 26 квітня 1607 року в протоці між Кіпром і Малою Азією, Ворд помітив великий корабель водотонажністю 1400—1500 тонн на ім'я «Reniera e Soderina».
Тоннаж «Rubi» становив 400 тонн, а «Gift» — лише 200, тим не менш екіпаж проголосував за атаку на «Reniera e Soderina». Після тригодинної перестрілки кораблям Ворда вдалося зробити п'ять пробоїн в корпусі «Reniera e Soderina», тоді як сама вона була занадто великою, щоб маневрувати на слабкому вітрі і її гармати не влучали в ціль. Нарешті, Ворд наказав своїм кораблям зблизитись з супротивником і підготуватися до абордажу.
Екіпаж Reniera проголосував за прийняття бою і капітан роздав стрілецьку зброю. Проте вчасний залп ланцюговими ядрами з Рубі влучив і розірвав щонайменше двох матросів Reniera. Після цього тесля на борту Reniera виступив проти свого капітана, вимагаючи від нього здачі під загрозою бунту. Капітан погодився і Ворд захопив «Reniera e Soderina» без подальшого бою.
За словами Ендрю Баркера, вартість вантажу «Reniera e Soderina» оцінювалась як мінімум в два мільйони.
Англійський уряд не погодився з цією оцінкою захопленого вантажу і, натомість, оцінив вартість його лише в 500 000 фунтів стерлінгів. Тим не менш, у звіті венеційського посла в Лондоні таємній раді повідомлялося, що Венеція була близька до оголошення війни Англії через напад Ворда. Венеційський посол, секретар Еспозіціоні, написав:
«Цей знаменитий пірат Ворд, настільки відомий у цьому порту за шкоду, яку він завдав, безсумнівно, найбільший негідник, який коли-небудь випливав з Англії. Він переобладнав венеційський корабель Soderina і перетворив її на бертону, з сорока бронзовими гарматами на нижній і двадцятьма на верхній палубі. Він віддав свій старий корабель своєму капітану [Грейвсу], і ці два кораблі, разом з чотирма іншими утворюють флотилію загальною кількістю в шість бойових кораблів».
Англійський посол у Венеції запевнив Раду: «Що стосується Ворда, який захопив Содерину і перетворив її на бертону, він зустріне теплий прийом, якщо прийде в ці води».

### Навернення до ісламу
Після свого повернення до Тунісу в червні 1607 року, Ворд переобладнав «Reniera e Soderina» в могутній військовий корабель. Екіпаж врізав щонайменше 20 нових гарматних портів у її корпус, щоб корабель міг нести 60 бронзових гармат. Він вирушив у плавання на початку 1608 року.
В цьому ж році Ворд направив Якову I прохання про надання королівського помилування, щоб отримати можливість повернутись до Англії. Але, оскільки Ворд напав і пограбував багато венеційських кораблів, якому йому було відмовлено в наданні помилування через загрозу війни з Венецією. Ворд був змушений повернутись до Тунісу, де Усман Дей дотримав свого слова і надав йому притулок та захист. Ворд, разом з усією своєю командою прийняв іслам і змінив своє ім'я на Юсуф-реїс. Він отримав прізвисько Чакур або Чагур («Сокира»), через те, що він завжди використовував сокиру в своїх піратських нападах. Ворд одружився з місцевою італійкою, хоча й продовжував надсилати гроші своїй англійській дружині. У 1612 році англійський драматург Роберт Деборн написав п'єсу під назвою «Християнин, який став турком». 
Вважається, що від англійців, які навернулися до ісламу в Тунісі вимагалось суворого дотримання усіх вимог цієї релігії. Наприклад, французький мандрівник Лоран д'Арв'є, що відвідав Туніс дещо пізніше в цьому ж столітті, відзначав його ліберальне ставлення до релігії.

### Останні роки
Англійський моряк, який бачив Ворда в Тунісі в 1608 році, описав його «дуже невисоким, з незначною кількістю сивого волосся лише на потилиці, зі смаглявим обличчям і бородою. Розмовляє мало і майже завжди лається. П'яний з ранку до ночі. . . Закінчений морський вовк. Дурень і ідіот у всьму, що не стосується його справи»
Ворд продовжував здійснювати набіги на середземноморське судноплавство, зрештою керуючи цілим флотом корсарів, флагманом якого був венеційський шістдесятигарматний корабель. Після 1612 року він закінчив свою кар'єру піратства і займався навчанням молодших корсарів стрільбі та навігації. За часи своєї піратської карєри він надзвичайно розбагатів і жив у Тунісі в розкішному комфорті до своєї смерті. Помер в 1622 році, у віці 70 років, можливо, від чуми.

## Спадщина
З 1609 по 1615 роки про Архіпірата Англії були написані десятки п'єс, балад, мемуарів, памфлетів і книг. До найвідоміших належать «Християнин, який став турком» A Christian Turn'd Turk Роберта Даборна, «Неввес із моря» Nevves from Sea Ентоні Ніксона, «Про двох сумнозвісних піратів, англійця Ворда і голландця Дансекера» Of two notorious Pyrats Ward the Englishman and Danseker the Dutchman, балада «Капітан Ворд і Веселка», Captain Ward and the Rainbow, а також «Правдива та точна розповідь про початок, розвиток, кінець кар'єр та теперішній стан капітанів Ворда та Дансекера» Ендрю Баркера.
Припускають, що одне з його прізвиськ було «Шаркі», через що за традицією, це прізвисько тепер надається будь-якій особі на прізвище Ворд в британському Королівському флоті.
За мотивами життя і пригод Джека Ворда знято безліч серіалів і фільмів.
Для його сучасників Ворд був загадковою і надзвичайною фігурою, в чомусь схожою на Робін Гуда. Ворд, як вважається, щадив англійські кораблі, атакуючи «папістські» (тобто ті, що належали католицьким країнам) судна. Джону Ворду та Симону де Дансеру приписують знайомство берберійських корсарів із використанням кораблів із прямим вітрильним озброєнням, характерних для Північної Європи.
Балада «Капітан Ворд і веселка» (Captain Ward and the Rainbow), ймовірно, заснована на образі Джека Ворда.
Беллетризована розповідь про кар'єру Ворда з'являється в історичному романі Томаса Костейна «For My Great Folly», який був опублікований у 1942 році.
У 2010-х роках різні турецькі газети та веб-сайти популяризували гіпотезу, висунуту в щомісячному виданні Derin Tarih, про те, що Джон Ворд міг стати прообразом для персонажа Джека Горобця з серіалу «Пірати Карибського моря». Журнал BBC History також вважав Джона Ворда тим піратом, який надихнув створення цього персонажу.